# Distrito electoral de Tallula n.º 11
Tallula No. 11 (en inglés: Tallula No. 11 Precinct) es un distrito electoral ubicado en el condado de Menard en el estado estadounidense de Illinois. En el Censo de 2010 tenía una población de 653 habitantes y una densidad poblacional de 6,52 personas por km².

## Geografía
Tallula n.º 11 se encuentra ubicado en las coordenadas 39°57′1″N 89°56′37″O / 39.95028, -89.94361. Según la Oficina del Censo de los Estados Unidos, Tallula n.º 11 tiene una superficie total de 100.19 km², de la cual 100.19 km² corresponden a tierra firme y (0%) 0 km² es agua.

## Demografía
Según el censo de 2010, había 653 personas residiendo en Tallula n.º 11. La densidad de población era de 6,52 hab./km². De los 653 habitantes, Tallula n.º 11 estaba compuesto por el 97.4% blancos, el 0.77% eran afroamericanos, el 0.46% eran amerindios, el 0% eran asiáticos, el 0% eran isleños del Pacífico, el 0% eran de otras razas y el 1.38% pertenecían a dos o más razas. Del total de la población el 0% eran hispanos o latinos de cualquier raza.